# Jay Lethal
Jamar Shipman (n. 29 aprilie 1985, Elizabeth, New Jersey, SUA), cunoscut mai bine sub numele de ring Jay Lethal, este un wrestler profesionist american care este în prezent semnat cu All Elite Wrestling (AEW). El este cel mai bine cunoscut pentru timpul petrecut cu Ring of Honor (ROH). De asemenea, este bine cunoscut și pentru timpul petrecut cu Total Nonstop Action Wrestling (TNA). 

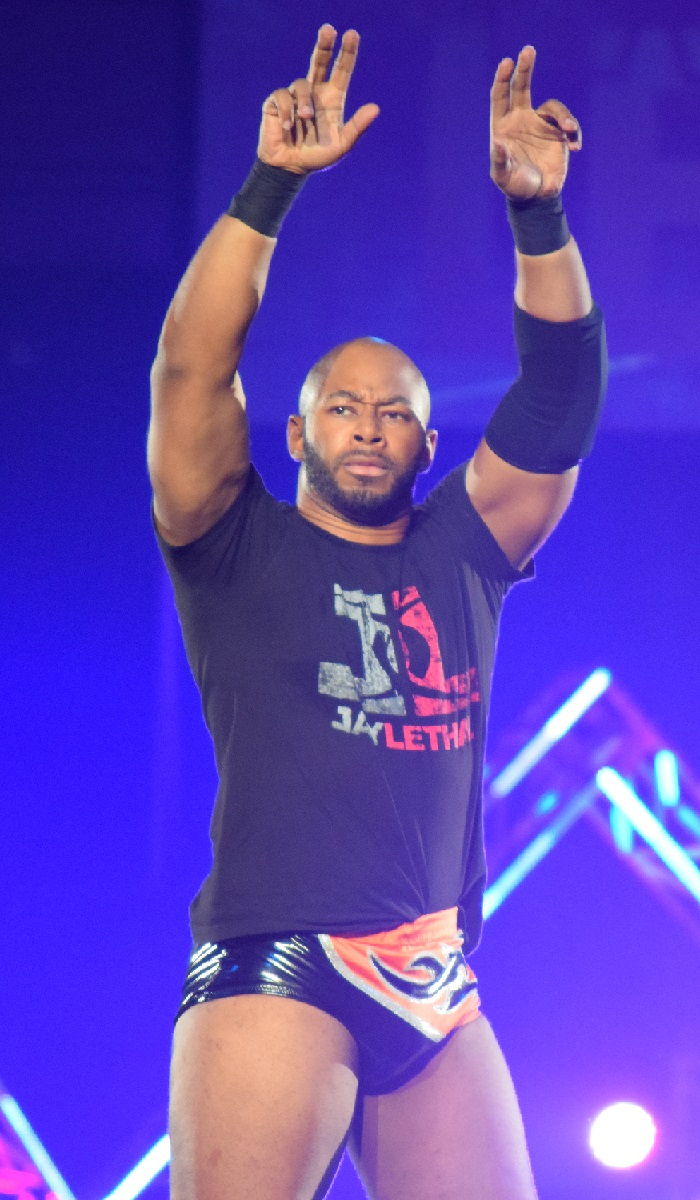
Jay Lethal 2016

Supranumit „Franciza” Ring of Honor, Lethal este de două ori campion mondial ROH și deține recordul pentru cele mai multe zile combinate ca și ROH World Champion din istoria companiei. El este,de asemenea,  cel mai lung campion ROH World Television Champion, deținând titlul timp de 567 de zile, și singurul om care a deținut ROH World Television Championship și ROH World Championship în același timp, este și  un fost campion ROH World Tag Team Championship pe echipe cu Jonathan Gresham. Lethal este recunoscut de ROH drept campion de Grand Slam și este singurul om care a câștigat centurile ROH World, World Tag Team, World Television și Pure. În 2020, a fost selectat de Ring of Honor drept Luptătorul deceniului (anii 2010).
El este, de asemenea, cunoscut pentru munca sa în Total Nonstop Action Wrestling (TNA), unde a fost de șase ori campion TNA X Division și fost campion mondial TNA pe echipe, cu Consequences Creed ca The Lethal Consequences. Între ROH și TNA (acum Impact Wrestling), Lethal a câștigat 13 centuri în total.